# Dechová harmonie
Dechová harmonie je označení pro soubor dechových nástrojů, který vzniká jednak jako sekce v orchestru jednak jako samostatné těleso v období klasicismu. Nejčastěji byla obsazována příčnou flétnou, dvojicí hobojů, klarinetů, fagotů a lesních rohů.

## Terminologie
Horace Fitzpatrick píše (odkaz níže):
Asi od roku 1756 císař [ve Vídni] a rakouští šlechtici udržovali domácí kapely zvané Harmonien, obvykle vyrobené z párů hobojů, rohů, fagotů a asi po roce 1770 klarinetů. Tyto dechové skupiny tvořily součást hudebního personálu domácnosti a poskytovaly serenádu pro bankety a zahradní slavnosti. Joseph II udržel Harmonie pro svou soukromou odvahu, čerpanou z hlavních dechových hráčů císařské opery. Jeho nástupce Franz II pokračoval v této praxi.
Podle Haydnova životopisce Rosemary Hughesové:
„Feldharmonie“ nebo jednoduše „Harmonie“ byla dechová kapela, kterou udržovala většina šlechticů, i když si nemohli dovolit větší orchestr, pro vystoupení na loveckých večírcích a jiných outdoorových zábavách.
Roger Hellyer, píše v Grove Dictionary, konstatuje, že zatímco Harmonie měla obecně aristokratického patrona, stejnou hudbu někdy hráli i pouliční hudebníci. Dopis Wolfganga Amadea Mozarta jeho otci Leopoldovi (3. listopadu 1781) uvádí, že pouliční hudebníci ho serenadovali s jeho vlastní skladbou, větrnou serenádou K. 375.
V angličtině existuje slovo „Harmonie“ pouze jako technický termín historické muzikologie. V jiných evropských jazycích, jako je nizozemština, francouzština a němčina, může tento termín také odkazovat na moderní dechové pásmo. Výraz HaFaBra [nl], používaný v nizozemštině, je zkratka a kontrakce výrazů „Harmonie“ (koncertní skupina), „Fanfare“ (fanfárová skupina a / nebo fanfárový orchestr, obvykle s konotací pochodové kapely) a „Brassband“ (mosaz) band), zastřešující termín pro všechny typy dechových orchestrů, včetně typů s dalšími non-dechovými nástroji, jako je typická baterie pochodové kapely.
„Harmonie“ jako větrná sekce.
Aristokraté, kteří zaměstnávali Harmonie, často také udržovali malý orchestr, v němž numericky dominoval nebo se zcela skládal ze smyčcové sekce. Když se členové Harmonie účastnili představení s takovými orchestry, skladatel mohl obohatit hudební texturu větrnými částmi, aniž by zvýšil mzdové náklady svého patrona. „Harmonie“ tedy přišel také k označení dechové sekce malého orchestru. V rámci této praxe píše Fitzpatrick: „Byl to [Harmonie Franze II.], Kdo vytvořil dechovou sekci Beethovenova orchestru z roku 1800 [na premiéře skladatelovy první symfonie].“
Mše Josepha Haydna B dur (H. 22/14, 1802) se přezdívá „Harmoniemesse“, protože (na rozdíl od jiných mší, které Haydn během této doby napsal) zahrnuje díky nedávnému obnovení části pro celou dechovou sekci. Těchto nástrojů v hudebním založení knížete Nikolause Esterházyho II.

## Historie
Během historického období Harmonie se soubor postupně rozrůstal. Hellyer (2006) naznačuje, že během raného období, v padesátých letech 18. století, mohla Harmonie sestávat z pouhých pěti nástrojů (dva hoboje, dva rohy a jeden fagot), ačkoli lze zahrnout i druhý fagot. Harmonické skladby Haydna a Mozarta (viz níže) používají alespoň šest nástrojů.
Pozdější expanzi Harmonie lze vysledovat nástupem Josefa II. Na trůn rakouské říše v roce 1780. Joseph rozšířil hudbu na svém dvoře mnoha způsoby, včetně zavedení Harmonie, jak je uvedeno výše. Tato Harmonie se skládala z osmi hráčů, se dvěma klarinety přidanými k tradičním dvěma hobojům, dvěma rohy a dvěma fagoty. Ostatní šlechtici poté následovali císařovo vedení.
Císařova Harmonie zahrnovala některé významné hráče, zejména klarinetistu Antona Stadlera, který byl inspirací pro řadu důležitých Mozartových děl. Jeho součástí byl také Antonův mladší bratr Johann, stejně jako hobojista Johann Went [de], skladatel více než 80 děl pro Harmonie a hobojista / skladatel Josef Triebensee.
Harmonie pokračovala jako živá hudební tradice, dokud napoleonské války nepřinutily aristokraty, aby se finančně omezili a snížili počet hudebníků, které zaměstnávali. Tradice byla z velké části opuštěna v polovině 30. let 20. století.

## Příklady
Některá z raných prací Josepha Haydna zvaná divertimenti nebo Feldpartien byla napsána pro Harmonie jeho prvního zaměstnavatele na plný úvazek hraběte Morzina kolem roku 1760. Haydn se stal místopředsedou kapelníka pro prince Paula Antona Esterházyho v roce 1761, což byl stejný rok, kdy princ založil šestičlennou Harmonii; Hellyer naznačuje, že některá Haydnova raná díla pro Harmonie byla určena pro tento soubor.
Mozart také psal pro Harmonie. Jako teenager cestující po Itálii napsal rané Divertimenti K. 186 a K. 166 (1773); viz Divertimenti pro deset větrů (Mozart). Další divertimenty psal v letech 1775 až 1777, když pracoval u salcburského soudu (K. 213, 240, 252, 253, 270).
Nějaký čas po svém přestěhování do Vídně (1781) napsal Mozart své nejrozsáhlejší dílo pro Harmonie, Serenáda v B bytě, K. 361 (aka Gran Partita). Toto je pro zesílený dechový soubor 13 nástrojů (dva hoboje, dva klarinety, dva basetové rohy, čtyři (francouzské) rohy, dva fagoty a strunný bas). Jeho Es dur serenáda z roku 1781, K. 375, je napsána pro Harmonii skládající se z klarinetů, fagotů a rohů, zvědavě neodpovídajících tomu, co nový císař zařídil jako svou Harmonii; Hellyer naznačuje, že Mozart, který v té době hledal práci u soudu, byl dezinformován. Mozart později práci přepracoval, aby zahrnoval dvě hobojové části.
Snad nejvážnější ze všech skladeb pro Harmonie je Mozartova Serenáda č. 12 pro dechové orchestry c moll, K. 388, napsaná v roce 1782 pro Harmonie pro osm hráčů Josefa II. Hellyer tomu říká „zvědavě pochmurné a silné dílo, které často zprostředkovává náladu dramatické intenzity zcela cizí neformální hudbě na pozadí běžně spojené s typem serenády.“
Na hostině ve finále Dona Giovanniho má Mozart „Harmonie“ s částmi od Una cosa rara od Vicente Martín y Soler, já díky litiganti od Giuseppe Sartiho a árii „Non più andrai“ z jeho vlastní Figarovy svatby. Bodování je u celé osmidílné Harmonie, po dvou z hobojů, klarinetů, fagotů a rohů.